# Stenodus
Stenodus ist eine Gattung von Fischarten aus der Ordnung der Lachsartigen (Salmoniformes). 

## Systematik
Die Gattung Stenodus bildet innerhalb der Familie Lachsfische zusammen mit Coregonus und Prosopium die Unterfamilie Coregoninae. 
Dabei unterscheidet sich die Gattung Stenodus phylogenetisch im Gegensatz zu Prosopium kaum von der breiteren Gattung Coregonus, lässt jedoch phänotypisch in der  Morphologie mehr den Prädator erkennen.

## Artenübersicht
Die Gattung hat zwei Arten.
- Stenodus leucichthys (Verbreitungsgebiet Kaspisches Meer)
- Stenodus nelma (Verbreitungsgebiet Arktis und ihre Zuflüsse)

Stenodus leucichthys ist in freier Wildbahn ausgestorben, Stenodus nelma steht auf der Roten Liste gefährdeter Arten.
Beide Arten werden auch unter den Bezeichnungen Stenodus leucichthys leucichthys und Stenodus leucichthys nelma als Unterarten einer einzigen Art Stenodus leucichthys angesehen.